# Сельдяной король
Сельдяно́й коро́ль, или обыкновенная реме́нь-ры́ба, или ремнете́л (лат. Regalecus glesne), — вид  лучепёрых рыб семейства ремнетелых отряда опахообразных. Пелагическая (полуглубоководная) рыба, встречающаяся в тёплых, умеренно тёплых и умеренных водах Тихого, Атлантического и Индийского океанов.

## Первое описание и название
Впервые вид был научно описан в 1772 году норвежским зоологом Петером Асканиусом по двум экземплярам, выброшенным в 1765 и 1769 годах на побережье Глесвера (норв. Glesvær) — старинного торгового поста вблизи города Берген. Именно в честь этого места учёный дал видовой эпитет описанной им рыбы (норв. Glesnæs — в Глесвере). Русское название сельдяной король, как и придуманный Асканиусом родовой эпитет Regalecus (от лат. rex — король + лат. halec — сельдь), являются калькой норвежского слова sildekonge с тем же значением (на шведском — sillkung). Так назвали рыбу норвежские рыбаки в связи с тем, что её встречали в косяках сельди, а также благодаря «короне» на голове, образованной удлинёнными первыми лучами спинного плавника.

## Характеристика сельдяного короля

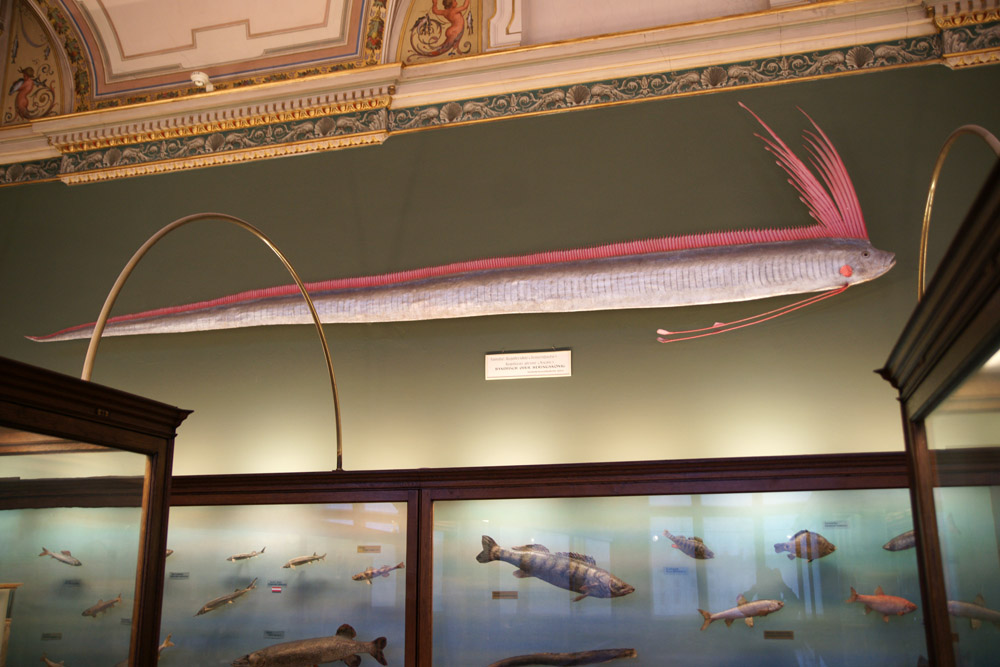
Сельдяной король в Венском музее естествознания

Тело лентовидной формы: при длине 3,5 м высота туловища может составлять 25 см, а его толщина — только 5 см; особь длиной 5,5 м весит около 250 кг. Голова очень короткая, рот маленький, с вертикальной ротовой щелью, выдвижной. Спинной плавник очень длинный, начинается на голове над глазом и продолжается до заднего конца тела. В спинном плавнике насчитывается до 300—400 мягких лучей, из которых 10—15 передних сильно удлинены, снабжены перепончатыми расширениями на вершинах и образуют на голове султан. Грудные плавники короткие, горизонтальные. Брюшные плавники торакальные (расположены под грудными), представлены единственным длинным лучом, веслообразно уплощённым у конца. Хвостовой плавник у взрослых рыб рудиментарный, у молодых рыб представлен несколькими длинными свободными лучами. Тело без чешуи, покрыто костными туберкулами (бугорками), сгруппированными в продольные ряды. Боковая линия длинная, проходит в нижней части тела. Плавательный пузырь отсутствует.
Общая окраска тела серебристо-белая, голова имеет синеватый оттенок. На боках тела беспорядочно разбросаны тёмные короткие полосы или пятна. Все плавники ярко-красного цвета.

## Распространение и батиметрическое распределение
Обитает в тёплых, умеренно тёплых и умеренных водах Тихого, Атлантического и Индийского океанов, прежде всего в тропической зоне и Средиземноморье, а также в Северо-восточной Атлантике — в водах у Исландии и в Северном море. Встречается на глубине от поверхности до 500—700 м, иногда 1000 м. Эта рыба неспособна к активным горизонтальным перемещениям, поэтому её относят к океаническому ихтиопланктону.
Отдельные экземпляры находят выброшенными на берег после шторма.
Сельдяных королей, отмеченных в южной и восточной частях Японского моря, долгое время не встречали в российских водах, однако в августе 2019 года было сообщено, что недалеко от посёлка Славянка Приморского края сельдяной король был пойман местным жителем.

## Размеры
Сельдяной король внесен в Книгу рекордов Гиннесса в качестве самой длинной из ныне живущих костных рыб. Самый крупный зарегистрированный экземпляр достигал длины в 11 м, максимальная зарегистрированная масса — 272 кг, обычная длина до 3 м.

## Образ жизни
Сельдяные короли плавают обычно головой кверху, располагая тело в положении, близком к вертикальному. При этом они поддерживают от опускания тело, удельный вес которого больше, чем вес воды, и поступательно перемещаются с небольшой скоростью за счёт ундулирующих (волнообразных) движений длинного спинного плавника. Эти рыбы могут плавать и быстрее; в этом случае они передвигаются, волнообразно изгибая всё тело. Такой способ плавания был отмечен, в частности, у крупного сельдяного короля, наблюдавшегося живым в индонезийских водах.
В основном ведет ночной образ жизни. По типу питания, вероятно, является преимущественным хищником-планктофагом: в его пище отмечены эвфаузиевые ракообразные, мелкая рыба и кальмары. Иногда сельдяные короли встречаются в косяках сельди, которой, по-видимому, также могут питаться. Нерестится в июле — декабре. Пелагические икринки имеют диаметр около 2,5 мм. Личинки встречаются зимой; развиваются в приповерхностном слое.

## Значение для человека
Иногда попадается в качестве прилова в кошельковых неводах. Промысловой ценности не представляет (мясо сельдяного короля по некоторым данным считается не вполне съедобным и от него могут отказываться даже животные), но может встречаться в продаже на рынках в свежем виде. Представляет определённый интерес как объект спортивной ловли.

## Отображение в фольклоре и искусстве
Встречи моряков с гигантскими сельдяными королями, плавающими у поверхности, и полуразложившиеся остатки сельдяных королей, выброшенные на берег, послужили одной из основ историй о «морском змее», который в некоторых рассказах описывается как чудовище, имеющее лошадиную голову с развевающейся огненно-рыжей гривой. За такую гриву, видимо, принимали длинные лучи спинного плавника, образующие «плюмаж» на голове рыбы.
На Филиппинах местные жители называют рыбу предвестником бедствий и скорого катаклизма.
- В творчестве петербургской фолк-рок-группы «Тролль гнёт ель» существует песня «Сельдяной король», основанная на легендах, связанных с этой рыбой.
- Песня под названием «Король сельдей» присутствует в творчестве Тикки Шельен и «Оркестра перелётного кабака».
- Ику Нагаэ — выдуманный персонаж вселенной видеоигр Touhou Project, чей образ вдохновлён сельдяным королём. В её профиле также указано, что она — ёкай, бывший когда-то ремень-рыбой. По сюжету файтинга «Scarlet Weather Rhapsody» этой серии появляется, чтобы предупредить жителей о предстоящем мощном землетрясении, что отражает мифологические представления людей о сельдяном короле, являющемся людям перед стихийными бедствиями или цунами[13].